# Mötesfunktionär
Mötesfunktionär är en person som är förtroendevald av ett möte som till exempel sammanträde, fullmäktige eller årsmöte.
Några typer av mötesfunktionärer är ordförande, sekreterare, justeringspersoner och rösträknare.